# 岡本不二
岡本 不二（おかもと ふじ、1905年7月4日 - 1984年1月4日）は、愛知県名古屋市出身のボクサー。日本ボクシング草創期の強豪。のち不二拳を設立、ピストン堀口の師としても知られる。

## 経歴
東洋商業学校卒業後、渡辺勇次郎の日本拳闘倶楽部に入門、1924年には同倶楽部主催のフライ級タイトル決定戦に勝ち、フライ級チャンピオンとなる。1926年には靖国神社相撲場での第1回全日本アマチュアボクシング選手権大会フライ級制覇、1928年、アムステルダム五輪にはバンタム級として2回戦から出場したが、初戦で敗退した。
その後は日本拳闘倶楽部の師範としてピストン堀口らを育てたが、のちピストンと共に独立、不二拳（現不二ボクシングジム）を設立した。
1984年1月4日に逝去。78歳没。